# Жан-Марі Гбаху
Жан-Марі Гбаху (фр. Jean-Marie Gbahou, нар. 1 квітня 1973, Абіджан) — івуарійський футболіст, що грав на позиції захисника.

## Клубна кар'єра
До 1993 року Жан-Марі Гбаху грав у складі клубу «Стелла д'Аджаме». З 1994 року до завершення кар'єри футболіст грав у складі клубу «АСЕК Мімозас».

## Виступи за збірну
У 1991 році Жан-Марі Гбаху у складі молодіжної збірної Кот-д'Івуару грав на молодіжному чемпіонаті світу. У 1990 році Гбаху дебютував у складі національної збірної Кот-д'Івуару. У складі збірної футболіст брав участь у Кубку африканських націй 1994 року. У складі збірної Гбаху грав до 1996 року, загалом провів у складі збірної 14 матчів, у яких забитими голами не відзначився.